# Mapa de memória
Em ciência da computação, um mapa de memória é uma estrutura de dados (que normalmente reside na memória propriamente dita) que indica como a memória é organizada. Mapas de memória podem ter um significado diferente em partes diferentes do sistema operacional.
No processo de inicialização, um mapa de memória é transferido do firmware a fim de instruir um kernel de sistema operacional sobre o layout da memória. Ele contém as informações sobre o tamanho total da memória, todas as regiões reservadas e também pode fornecer outros detalhes específicos para a arquitetura.
Em implementações de memória virtual e em unidades de gerenciamento de memória, um mapa de memória refere-se às tabelas de página, que armazenam o mapeamento entre o layout de memória virtual de um certo processo e como este espaço se relaciona com os endereços físicos de memória.
Em programas nativos de depuração, um mapa de memória refere-se ao mapeamento entre arquivos executáveis/de biblioteca carregados e regiões da memória. Estes mapas são usados para resolver endereços de memória (como ponteiros de função) em símbolos reais.